# Indorouchera contestiana
Indorouchera contestiana är en linväxtart som beskrevs av Hallier f.. Indorouchera contestiana ingår i släktet Indorouchera och familjen linväxter. Inga underarter finns listade i Catalogue of Life.